# Мирне (Кременчуцький район)
Ми́рне —  село в Україні, у Кременчуцькому районі Полтавської області. Входить до складу Піщанської сільської громади. Населення становить 98 осіб. Колишній орган місцевого самоврядування — Майбородівська сільська рада.

## Географія
Село Мирне знаходиться між річками Сухий Омельник та Сухий Кагамлик (2,5 км), за 1,5 км від села Майбородівка. До села примикає великий садовий масив. Поруч проходить залізниця, станція Платформа 272 км за 1 км.